# Église de Piippola
L'église de Piippola (en finnois : Piippolan kirkko) est une église située dans le village Piippola de la municipalité de Siikalatva en Finlande.

## Description
Conçue par l'architecte Simon Silvén, l'église est inaugurée le 1er janvier 1771. 
Elle reçoit alors le nom d'église de Madeleine.
La rénovation de 1888 donnera à l'église son style néogothique et l'on effacera les fresques murales de Mikael Toppelius.
L'orgue à 15 jeux est livré en 1959 par la fabrique d'orgues de Kangasala.
Le retable représentant Jésus frappe à la porte est peint en 1910 par Kaarlo Metsävainio.
La restauration de 1999–2000 gardera la chaire et ses décorations de 1779.